# PKS 1302-102
PKS 1302-102是一個擁有雙超大質量黑洞的類星體，在天球上位於室女座，距離地球3.5 × 109光年（11亿秒差距）。這是第一個在吸積盤內發現雙超大質量黑洞的類星體。直到2015年，PKS 1302-102是少數已知的其中一組雙黑洞所在地，是在類星體光變巡天的一組20個候選天體其中之一，也是最佳候選目標，甚至優於先前的候選天體OJ 287。該類星體位於橢圓星系內，並且有兩個鄰近星系。

## 雙黑洞
PKS 1302-102中的雙超大質量黑洞正在合併中，兩者距離約2.9×1011公里，相當於太陽到奥尔特云的距離。根據計算，這兩個黑洞應在33.39億年前就已經合併，並且合併事件產生的可見光應在之後約百萬年內到達地球。兩個黑洞互繞產生周期約1884日的閃爍事件，並產生類星體約14%的輻射量。因此可以預期如果黑洞和並發生，將會釋放輻射能為超新星1億倍的巨大輻射。該系統對於天文物理學相當重要，因為目前尚未解決超大質量黑洞合併的最終秒差距問題。該系統的性質是由分析卡特林那實時瞬變巡天的觀測資料得知的。

## 延伸閱讀
- Graham, Matthew J.; Djorgovski, S. G.; Stern, Daniel; Glikman, Eilat; Drake, Andrew J.; Mahabal, Ashish A.; Donalek, Ciro; Larson, Steve; Christensen, Eric. . Nature. 7 January 2015. Bibcode:2015Natur.518...74G. arXiv:1501.01375 . doi:10.1038/nature14143.